# Cathédrale de Santa Lucia del Mela
La cathédrale Santa Maria Assunta (Sainte-Marie-de-l'Assomption) est une église catholique de Santa Lucia del Mela, en Italie. Il s'agit d'une cocathédrale de l'archidiocèse de Messine-Lipari-Santa Lucia del Mela. Elle est dédiée à Notre-Dame de l'Assomption.